# Del Mar
Del Mar is een plaats (city) in de Amerikaanse staat Californië, en valt bestuurlijk gezien onder San Diego County.

## Demografie
Bij de volkstelling in 2000 werd het aantal inwoners vastgesteld op 4389.
In 2006 is het aantal inwoners door het United States Census Bureau geschat op 4369, een daling van 20 (-0.5%).

## Geografie
Volgens het United States Census Bureau beslaat de plaats een oppervlakte van
4,6 km², waarvan 4,4 km² land en 0,2 km² water.

## Plaatsen in de nabije omgeving
De onderstaande figuur toont nabijgelegen plaatsen in een straal van 24 km rond Del Mar.

## Geboren
- Vaccine (Christine Clements) (1979-2023), muziekproducer
- Rachael Flatt (21 juli 1992), kunstschaatsster